# Sozj
De Sozj (Russisch, Oekraïens en Wit-Russisch: Сож) is een rivier in Rusland, Oekraïne en Belarus. 
Het is een zijrivier van de Dnjepr.
De 648 km lange Sozj ontspringt op 8 km ten zuiden van de Russische stad Smolensk en stroomt zuidwaarts naar het Wit-Russische stadje Kritsjev. Van daar af is de rivier voor vrachtschepen bevaarbaar. De waterstand van de Sozj wordt door talrijke sluizen gereguleerd. Verder zuidwaarts stroomt de Sozj door de stad Homel. 
In het zuiden vormt de Sozj de grens tussen Belarus en Oekraïne, om in dat laatste land uiteindelijk in de Dnjepr uit te monden.
De rivier is 's winters meestal van begin december tot eind maart dichtgevroren.
De oppervlakte van het stroomgebied van de Sozj is circa 42.140 km2.